# Philipp Frank
Philipp Frank (24. března 1884, Vídeň – 21. července 1966, Cambridge (Massachusetts)) byl rakouský teoretický fyzik, matematik a pozitivistický filosof, člen Vídeňského kroužku. V letech 1912-1938 byl profesorem matematiky a fyziky na Německé univerzitě v Praze, od roku 1938 na Harvardově univerzitě.

## Život a působení
Studoval na Vídeňské univerzitě fyziku a roku 1907 promoval pod vedením Ludwiga Boltzmanna. Už za studií se zajímal o otázky filosofie vědy, spřátelil se s Richardem von Misesem a stal se členem Vídeňského kroužku. V roce 1910 se habilitoval ve Vídni jako docent a roku 1912 byl na doporučení Alberta Einsteina jmenován jeho nástupcem na Německé univerzitě v Praze. Roku 1938 musel univerzitu opustit, emigroval do USA a byl profesorem matematiky a fyziky na Harvardově univerzitě.

## Dílo
Jeho práce se týkaly široké řady témat, mezi něž patřil variační počet, Fourierovy řady, geometrická optika, vlnová mechanika nebo teorie relativity. Z filosofických otázek se věnoval problému kauzality, otázce relativní a absolutní pravdy, potvrzování vědeckých hypotéz a filosofie moderní vědy vůbec. Zejména v otázkách kauzality vedl čilou diskusi s Einsteinem, jehož Frankovy názory velmi zaujaly. Frank o něm později vydal knihu.